# دنت د برنلر
دنت د برنلر (به لاتین: Dent de Brenleire) یک کوه در سوئیس است که در کانتون فریبورگ واقع شده‌است. دنت د برنلر ۲٬۳۵۳ متر بالاتر از سطح دریا واقع شده‌است.